# Yucca filamentosa
Espèce
Classification phylogénétique
Le Yucca filamenteux (Yucca filamentosa) est une espèce de plante de la famille des Agavaceae originaire de l'est de l'Amérique du Nord.
Habituellement sans tronc, Yucca filamentosa est une plante multitige avec des feuilles de 75 cm de long, filamenteuses, bleu-vert. La plante est très résistante. Yucca filamentosa est facilement identifiable par rapport aux autres Yucca grâce aux bandes blanches sur ses feuilles.
Les tiges florales font jusqu'à 3 m de haut et portent à leur sommet de nombreuses fleurs crème en début d'été.
Y. filamentosa est originaire du sud-est des États-Unis, allant à l'ouest jusqu'à la Louisiane et au nord jusqu'à la Virginie. Toutefois, il est largement cultivé et peut être trouvé naturalisé en dehors de son aire de répartition naturelle et supporte l'humidité et des températures négatives d'au moins -15 °C. Il pousse et se naturalise très bien dans les régions Sud-Est du Québec (particulièrement en Montérégie, en Estrie, dans le Centre-du-Québec, et en Chaudière-Appalaches) 
Voir un yucca en fleur en Montérégie.
Par contre, le Yucca ne peut vraiment pas se cultiver dans les régions un peu plus au nord du Québec (Saguenay Lac-St-Jean, Bas-St-Laurent, Gaspésie, Abitibi-Témiscamingue, etc..), car il risque de prendre froid et de mourir.
Normalement, on ne le cultive pas à partir du 47e parallèle nord et sur la rive-nord du fleuve St-Laurent en raison des hivers rigoureux.
Souvent, dans les régions enneigées en hiver, le Yucca est victime d'écrasement sous le poids de la neige.
Y. filamentosa est étroitement lié à Yucca flaccida et il est possible qu'ils devraient être classés comme une espèce unique.

## Galerie

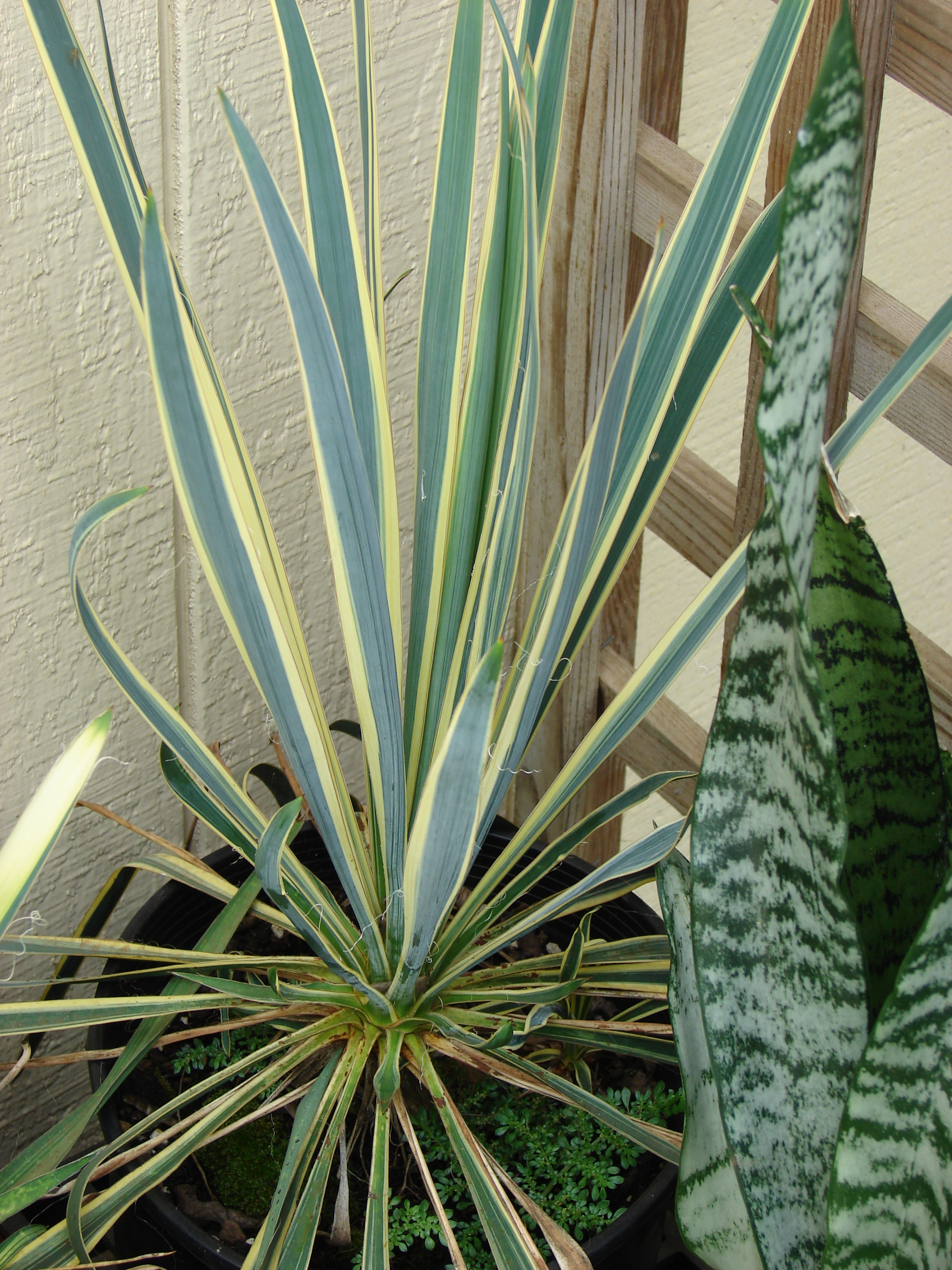
Bandes blanches sur les feuilles.
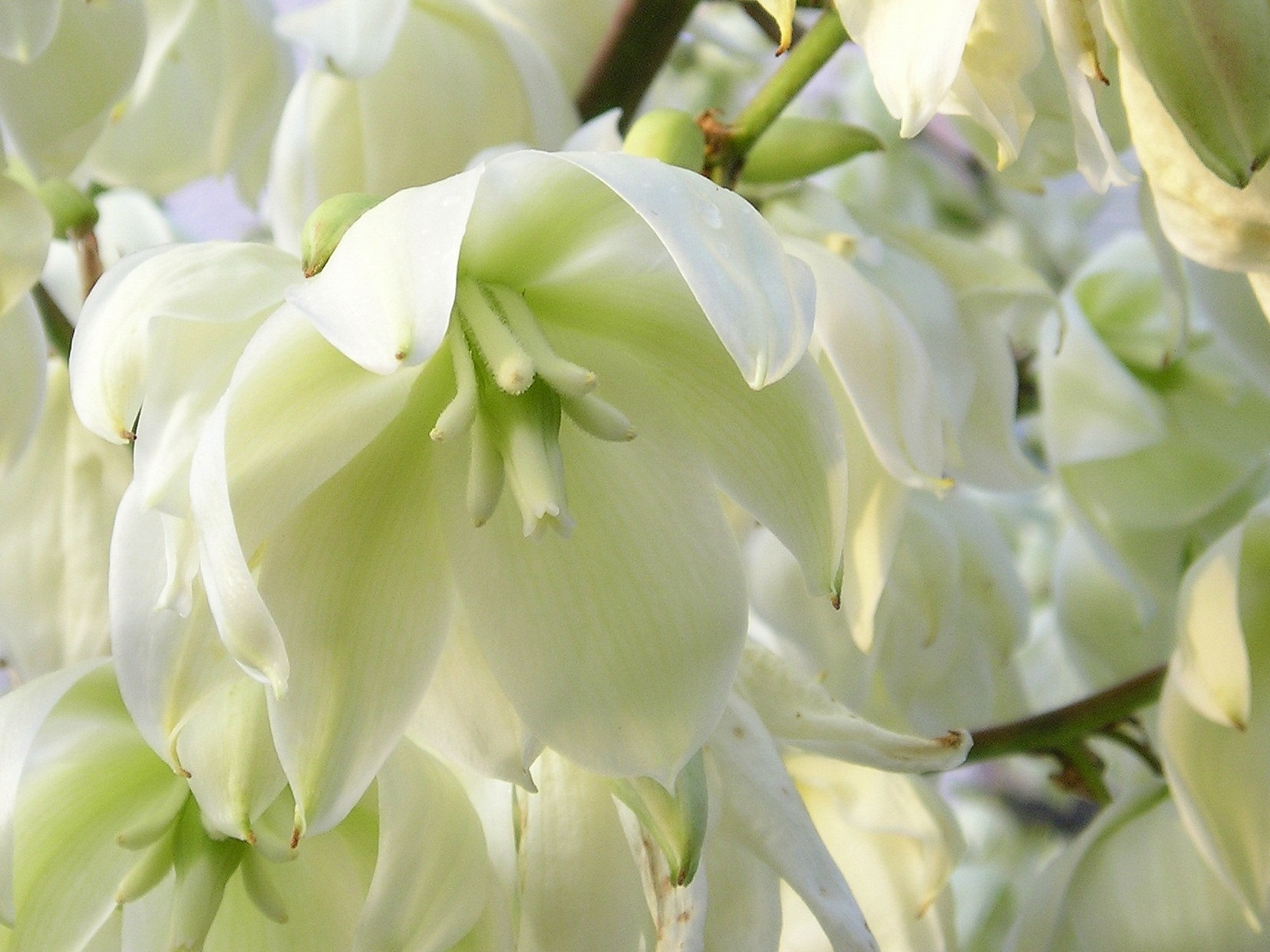
Fleurs.